# Peter Beckingham

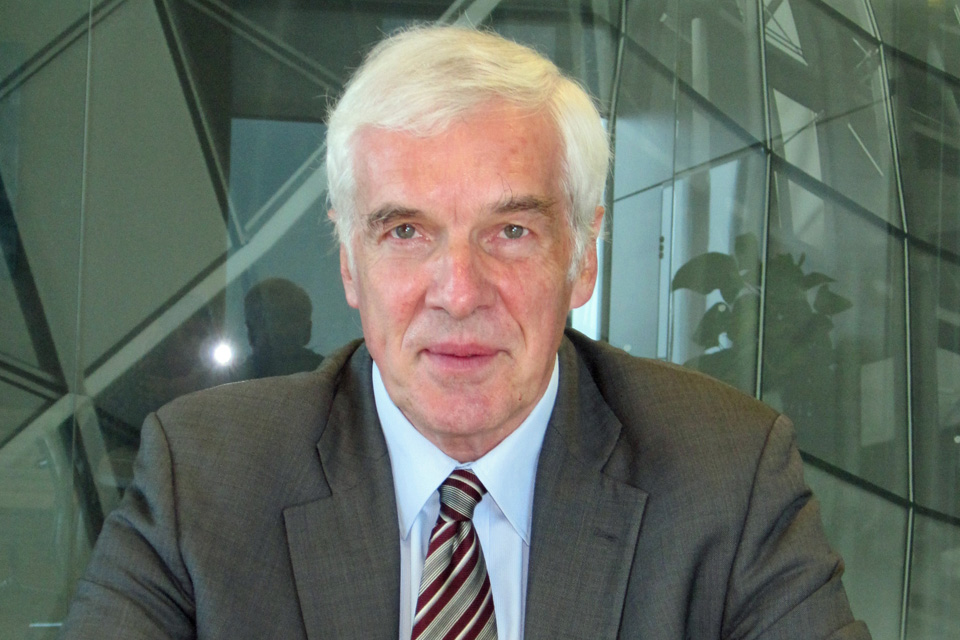
Peter Beckingham

Peter Beckingham (* 16. März 1949 in Essex, England) ist ein britischer Diplomat.

## Leben
1966 nach seinem Abitur erhielt Beckingham ein Stipendium der Nuffield Foundation, um in Sambia zu lehren. Anschließend reiste er im südlichen und östlichen Afrika.
Er traf seine Frau Jill in Cambridge. 1968, nach seinem Abschluss am Selwyn College (Cambridge) reiste Beckingham sechs Wochen mit einem Stipendium in Israel. Von 1968 bis 1974 arbeitete er bei Argo Records. Von 1974 bis 1979 wurde er beim British Overseas Trade Board (BOTB) beschäftigt.
1979 trat er in den auswärtigen Dienst. Im Foreign and Commonwealth Office leitete er eine Abteilung, welche versuchte die Hungersnot in Äthiopien 1984–1985 zu lindern und wurde zur Cadbury plc in London, Birmingham und Polen abgeordnet. Von 1981 bis 1985 war Peter Beckingham beim British Information Services in New York beschäftigt. Ab 1988 war er Botschaftssekretär in Stockholm. Ab Juli 1992 war er Sekretär beim britischen Hochkommissar (Commonwealth) in Canberra. Ab August 1999 war er Generalkonsul in Sydney von 2004 bis 2009 Botschafter in Manila und am 1. Februar 2010 wurde Beckingham stellvertretender britischer Hochkommissar (Commonwealth) in Mumbai. Von 2013 bis 2016 war er Gouverneur der Turks- und Caicosinseln.